# Saison 26 d'Alerte Cobra
Chronologie
Saison 25 Saison 27
Cet article présente le guide des épisodes la vingt-sixième saison de la série télévisée Alerte Cobra.

## Distribution

### Acteurs principaux
- Erdoğan Atalay : Sami Gerçan (inspecteur)
- Tom Beck : Ben Jäger (inspecteur)

### Acteurs récurrents
- Katja Woywood : Kim Krüger (chef de service)
- Daniela Wutte : Susanne König (secrétaire)
- Dietmar Huhn : Henri Granberger (brigadier)
- Gottfried Vollmer : Boris Bonrath (brigadier)
- Siggi H : Siggi Müller (brigadier)
- Niels Kurvin : Armand Freund (police scientifique)
- Kerstin Thielemann : Isolde Maria Schrankmann (procureure générale)
- Carina Wiese : Andréa Gerçan (femme de Sami)
- Oliver Pocher : Oliver Sturm

## Diffusion
En Allemagne, la saison a été diffusée du 3 septembre 2009 au 29 octobre 2009, sur RTL Television.
En France, la saison a été diffusée du 23 janvier 2012 au 3 février 2012 sur TMC. À noter que TMC diffusait aléatoirement les épisodes.

## Épisodes

### Épisode 1:La fin du monde
- Allemagne : 3 septembre 2009 sur RTL Television
- France : 23 janvier 2012 sur TMC

### Épisode 2:Le Cartel
- Allemagne : 10 septembre 2009 sur RTL Television
- France : 1er février 2012 sur TMC

### Épisode 3:Pour l'amour d'un frère
- Allemagne : 17 septembre 2009 sur RTL Television
- France : 30 janvier 2012 sur TMC

Vinzenz Kiefer

### Épisode 4:Opération Gémini
- Allemagne : 24 septembre 2009 sur RTL Television
- France : 26 janvier 2012 sur TMC

### Épisode 5:Haute voltige
- Allemagne : 1er octobre 2009 sur RTL Television
- France : 24 janvier 2012 sur TMC

### Épisode 6:Des liens explosifs
- Allemagne : 8 octobre 2009 sur RTL Television
- France : 27 janvier 2012 sur TMC

### Épisode 7:Petit trafic entre amis
- Allemagne : 15 octobre 2009 sur RTL Television
- France : 31 janvier 2012 sur TMC

### Épisode 8:L'effet d'une bombe
- Allemagne : 22 octobre 2009 sur RTL Television
- France : 2 février 2012 sur TMC

### Épisode 9:Le mauvais choix
- Allemagne : 29 octobre 2009 sur RTL Television
- France : 3 février 2012 sur TMC